# Folkets Hus och Parker

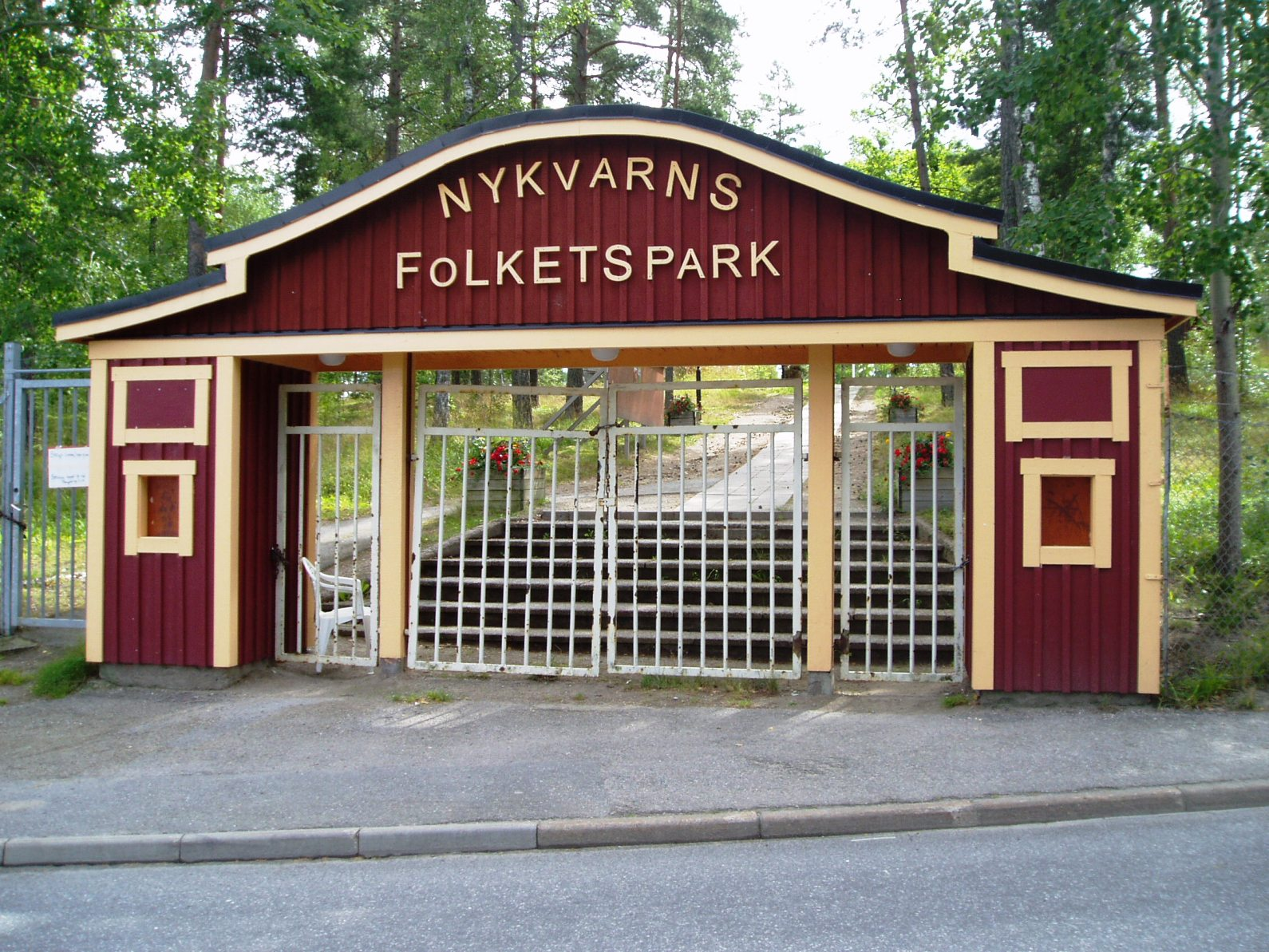
Folkets park i Nykvarn i Södermanland.

Riksorganisationen Folkets Hus och Parker (FHP), är en svensk organisation som bildades år 1999 genom sammanslagning av de till arbetarrörelsen närstående Folkparkernas Centralorganisation (bildad 1905) och Folkets Husföreningarnas Riksorganisation (bildad 1932).
Folkrörelsen Folkets Hus och Parker omfattar närmare 500 mötesplatser i Sverige. I riksorganisationen samlas Folkets hus, folkparker, biografer och liknande lokala arrangörer. Dess värdegrund bygger på principerna om jämlikhet, jämställdhet och allas lika värde.
Folkets Hus och Parker verkar i hela landet genom sju regioner. Organisationen har sitt kansli på Södermalm i Stockholm. Nina Andersson är vd sedan slutet av maj 2023, då hon efterträdde Calle Nathanson som hade haft posten sedan 2013. Styrelseordförande är riksdagsledamoten Gunilla Carlsson (s) sedan 2016.
Live på bio bedriver direktsänd scenkonst på biografer i Sverige sedan 2007, med stöd av Folkets Hus och Parker. En av de verksamheter som Folkets Hus och Parker stödjer är Live på bio med över 200 biografer och ett utbud av över 70 evenemang per år, främst livesänt men också inspelat.